# Sphenacodon
Sphenacodon (il cui nome significa "dente dalla punta a cuneo") è un genere estinto di sinapside sphenacodontide vissuto tra il Carbonifero superiore e il Permiano inferiore, circa 300-280 milioni di anni fa (Pennsylvaniano-Cisuraliano), in quelli che oggi sono il Nuovo Messico e lungo il confine tra Utah e Arizona, Nord America. Come lo strettamente imparentato Dimetrodon, lo Sphenacodon è un'eupelycosauro carnivoro della famiglia dei sphenacodontidae. Tuttavia, lo Sphenacodon aveva una vela di pelle bassa che correva lungo tutto il dorso, formata da ossa a lama simile a prolungamenti di vertebre (spine neurali), piuttosto che a quelli ritrovati in Dimetrodon.
I ricercatori attualmente riconoscono solo due specie: Sphenacodon ferox (la specie tipo) e lo Sphenacodon ferocior. Lo Sphenacodon ferocior poteva arrivare a circa il 40% in più rispetto alle dimensioni complessive (intorno ai 3 metri (10 piedi) di lunghezza) dello Sphenacodon ferox (lungo circa 2 metri (6 piedi)). Inoltre, le spine dorsali di Sphenacodon ferocior sono in proporzione del 45% più alte rispetto a quelle di Sphenacodon ferox. La recente scoperta di un cranio quasi completo di Sphenacodon ferox ha contribuito a chiarire altre distinzioni tra le due specie, compreso il numero di denti e l'intersezione tra l'osso mascellare e l'osso intermascellare, nella mascella. Le due specie si trovano insieme in alcune formazioni, ma pare che lo Sphenacodon ferox sia sopravvissuto fino al Permiano inferiore.
Lo Sphenacodon e il Dimetrodon sono stati tipicamente ritrovati in diverse aree geografiche che però erano separate dall'antico Mare Hueco che penetrava equatorialmente la Pangea, durante i primi del Permiano e "copriva gran parte del sud del Nuovo Messico e alcune parti del Texas". Lo Sphenacodon è noto anche nell'ovest del Nuovo Messico, in Arizona e nello Utah, mentre Dimetrodon è conosciuto principalmente ad est del Texas e dell'Oklahoma, in ambienti più deltizi. Tuttavia, la specie Dimetrodon occidentalis si trovava anche nel Nuovo Messico. Entrambi i generi sarebbero stati i superpredatori del loro ambiente e probabilmente predavano grossi anfibi, diadectidi e i primi sinapsidi e diapsidi. Lo Sphenacodon sembra si sia estinto circa 280 milioni di anni fa, durante il Wolfcampiano, mentre il Dimetrodon sopravvisse fino a 270 milioni di anni fa. Dopo la loro estinzione gli sphenacodontidi sarebbero stati sostituiti dai terapsidi, un gruppo di sinapsidi che include gli antenati diretti dei mammiferi.

## Descrizione

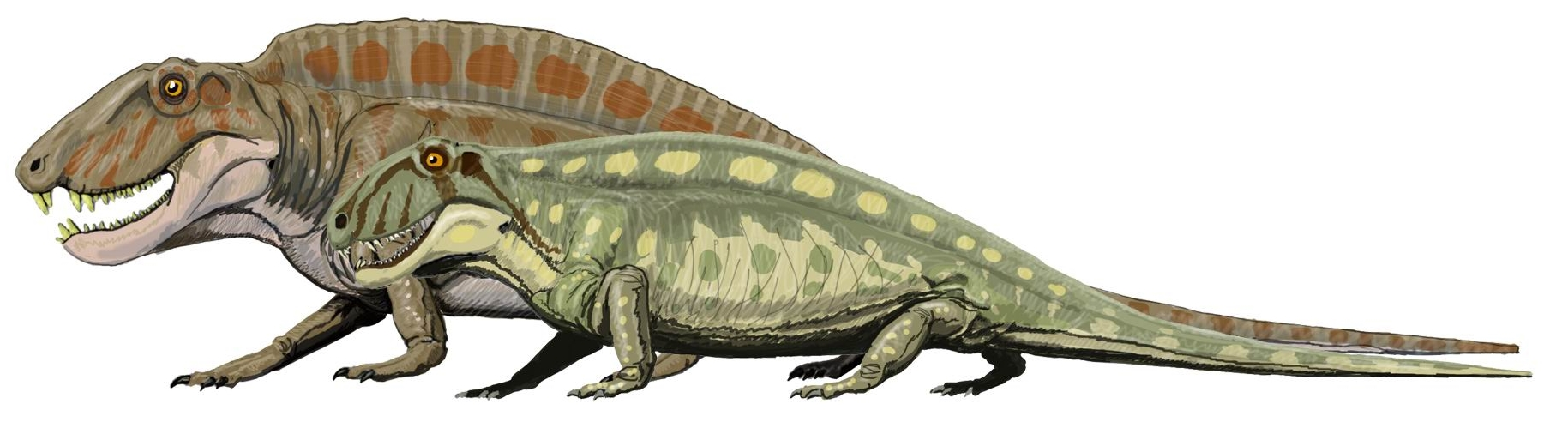
Ricostruzione di S. ferocior (dietro) e S. ferox (davanti)

Il cranio dello Sphenacodon è molto simile a quello di Dimetrodon; è stretto da un lato all'altro e verticalmente profondo, con una profonda tacca nella parte anteriore del muso, tra la mascella e la premascella. La mascella superiore e inferiore erano dotate di una serie di denti forti e divisi in categorie come quelli dei mammiferi, con "incisivi" taglienti a punta (precaniniformi), grandi "canini" (caniniformi) e denti più piccole affettatrici posteriori (postcaniniformi). L'orbita è alta e lontana con una sola apertura (finestra temporale) alle spalle e in parte sotto l'occhio, una caratteristica tipica dei sinapsidi.
Le proporzioni corporee erano simili a Dimetrodon, con una grande testa, collo corto, tronco robusto, arti anteriori relativamente più corti di quelli posteriori e una coda affusolata che costituisce circa la metà della lunghezza totale dell'animale. Tuttavia, spine neurali sono sorprendentemente diverse da qualunque altro genere. In Dimetrodon, le spine neurali si sviluppano in lunghe e strette, proiezioni cilindriche che supportano un'alta vela dorsale verticale che termina vicino alla base della coda. In Sphenacodon, le spine neurali sono allargate, ma conservano una forma a lama, con una punta piatta lungo la schiena e la coda, e formano una cresta piuttosto che una vela. Anche il genere Ctenospondylus aveva spine neurali con forma a lama di coltello, ma la cresta dorsale che andavano a formare era più alta di quella di Sphenacodon, anche se non superava in altezza quella di Dimetrodon.
Ci sono prove di forti muscoli epaxiali lungo la base delle spine neurali in rilievo sia in Sphenacodon sia Dimetrodon, probabilmente contribuendo per irrigidire e rafforzare la spina dorsale per camminare e scagliarsi sulla preda, limitando il movimento di flessione da lato a lato. Un recente studio sulla struttura delle spine neurali di Sphenacodon conferma che la parte superiore delle spine non era racchiusa in una gobba muscolare ma sporgevano sopra uno strato di muscoli per formare una bassa cresta dorsale. Il ritrovamenti di esemplari di sphenacodontidi, in cui dopo la morte le spine dorsali si sono sovrapposte suggerisce che le spine non erano collegate da tessuti duri o particolarmente efficaci. La possibile funzione della bassa cresta di pelle di Sphenacodon è dibattuta. La sua funzione come organo di termoregolazione sembra improbabile date le ridotte dimensioni, anche se la cresta più alta di Sphenacodon ferocior è allometricamente maggiore rispetto S. ferox. Pertanto la funzione attualmente più credibile è il loro uso nei corteggiamenti e come display sessuale, anche per i generi di Dimetrodon ed Edaphosaurus.

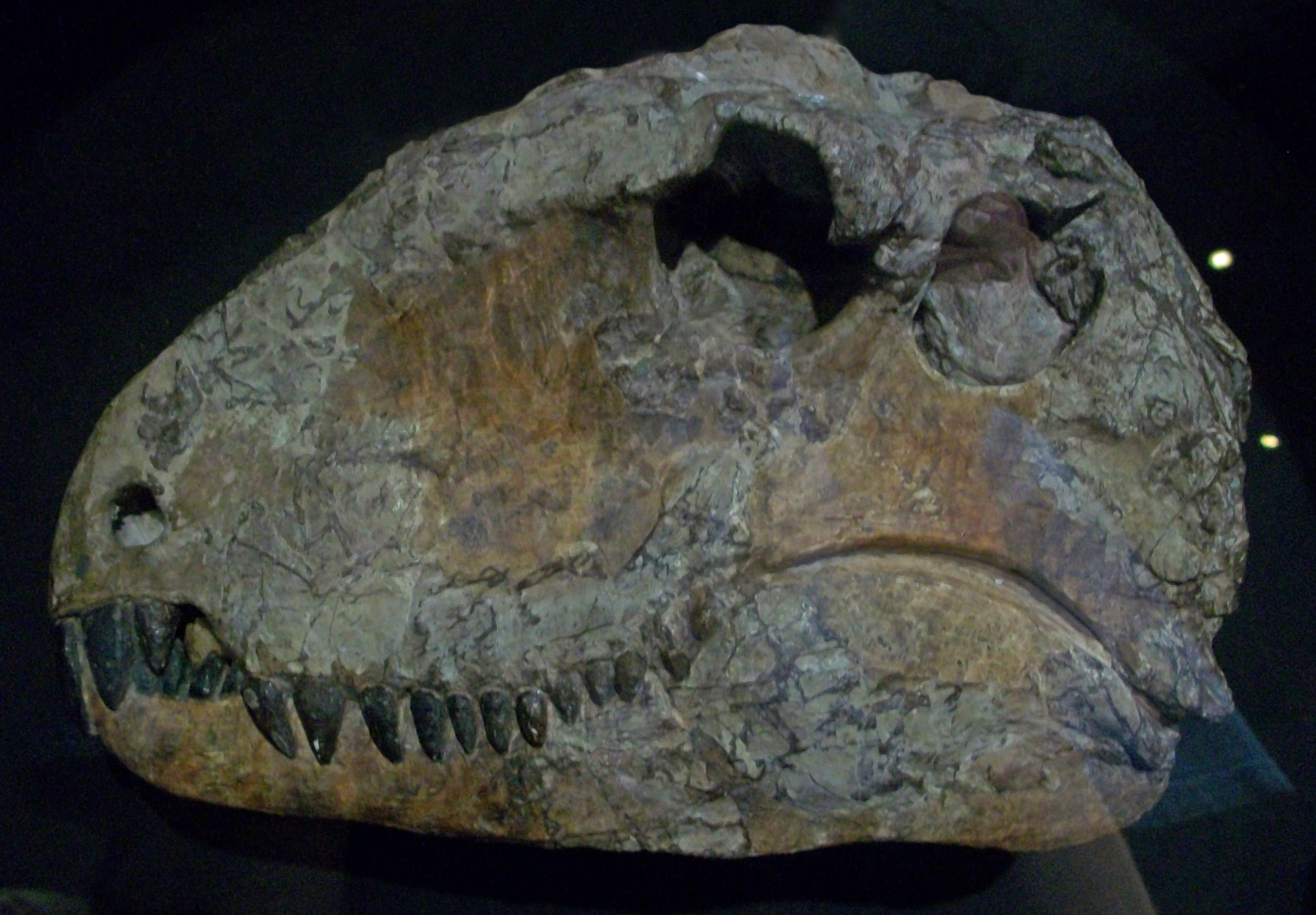
Cranio di S. ferox

Sia Sphenacodon sia Dimetrodon sono stati spesso raffigurati con arti corti e divaricati verso l'esterno, a 90 gradi dal corpo, in una posizione ondeggiante e con la coda (e la pancia) strisciante al terreno, in modo simile alle attuali lucertole e coccodrilli. Tale ricostruzione è stata apportata anche nelle ricostruzioni scheletriche museali sia di Sphenacodon e di Dimetrodon. Tuttavia, alcune piste di impronte fossili, note come Dimetropus ("piede di Dimetrodon"), che corrispondono alla configurazione del piede di un grande sphenacodontide mostra che questi animali camminavano mantenendo il corpo sollevato da terra, in un'andatura stretta e semi-eretta, senza segni di trascinamento della coda o del ventre. Tale prova, suggerisce una postura eretta più efficace più simile a quella dei mammiferi, e scopre nuovi dettagli circa l'anatomia e la locomozione di Sphenacodon e Dimetrodon. Alcune tracce ben conservate di Dimetropus, sono state ritrovate nel Trackways National Monument nel Nuovo Messico, e alcune hanno dimensioni minori di Sphenacodon, che potrebbero rappresentare un genere noto dai fossili scheletrici nello stato, ma che potrebbe anche appartenere ad un piccolo Dimetrodon.

## Scoperta e classificazione

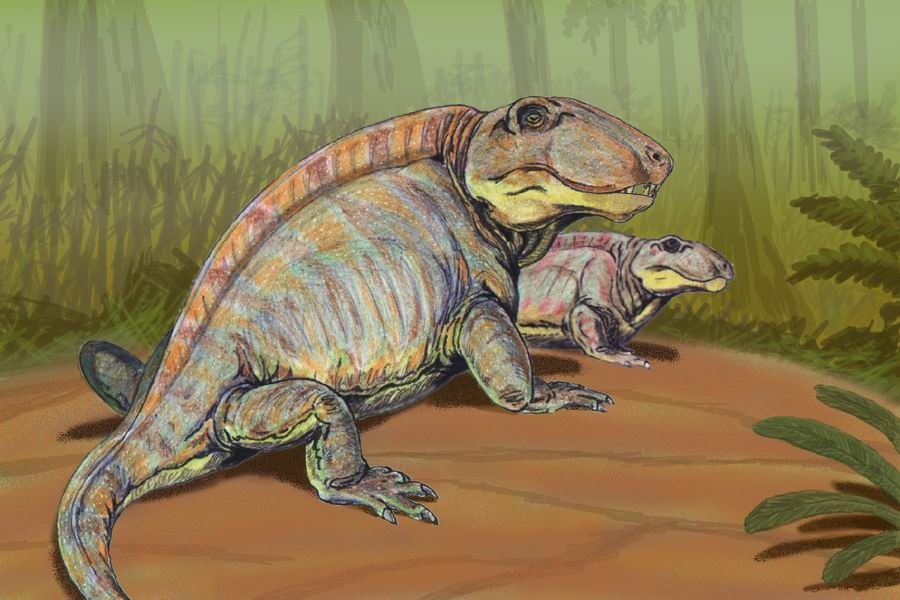
Ricostruzione di due esemplari di S. ferocior

Il paleontologo americano Othniel Charles Marsh coniò il nome Sphenacodon, dal greco antico sphen "cuneo" + ake "punta" e odous/odon "dente", nel 1878, sulla base di parte di una mandibola, ritrovata nelle redbeds del nord del Nuovo Messico da collezionista di fossili David Baldwin. Nella sua breve descrizione della mandibola, Marsh ha citato i denti posteriori come caratteristica ("corone molto compresse e taglienti, molto affilate senza merlature") e stimò le dimensioni dell'animale come "circa sei piedi di lunghezza, e con abitudini carnivore", anche se il resto dello scheletro non era stato ritrovato. Tuttavia, Marsh non fornì un'illustrazione del campione. Marsh nominò anche il nome della specie, ferox ossia "feroce", ed eresse la nuova famiglia dei Sphenacodontidae, posto sotto l'ordine dei rettili primitivi dei "Rhynchocephala" [= Rhynchocephalia], che include tutti i gruppi dei primi rettili, oltre al vivente tuatara.
Altri paleontologi trascurarono lo Sphenacodon di Marsh per quasi tre decenni. Nel 1878 Edward Drinker Cope, un paleontologo rivale di Marsh, descrisse il genere Dimetrodon, che in breve divenne uno dei genere scientificamente più importanti e, al contrario di Sphenacodon, conosciuto per resti fossili maggiori. Il riconoscimento di Sphenacodon come un pelycosauro carnivoro dalle basse spine neurali, distinto da Dimetrodon arrivò solo nei primi anni del XX secolo con la scoperta di altri fossili nel Nuovo Messico. Difatti, i due generi Elcabrosaurus baldwini, descritto nel l 1907, e Scoliomus, descritto nel 1913, ora sono considerati sinonimi junior di Sphenacodon ferox.

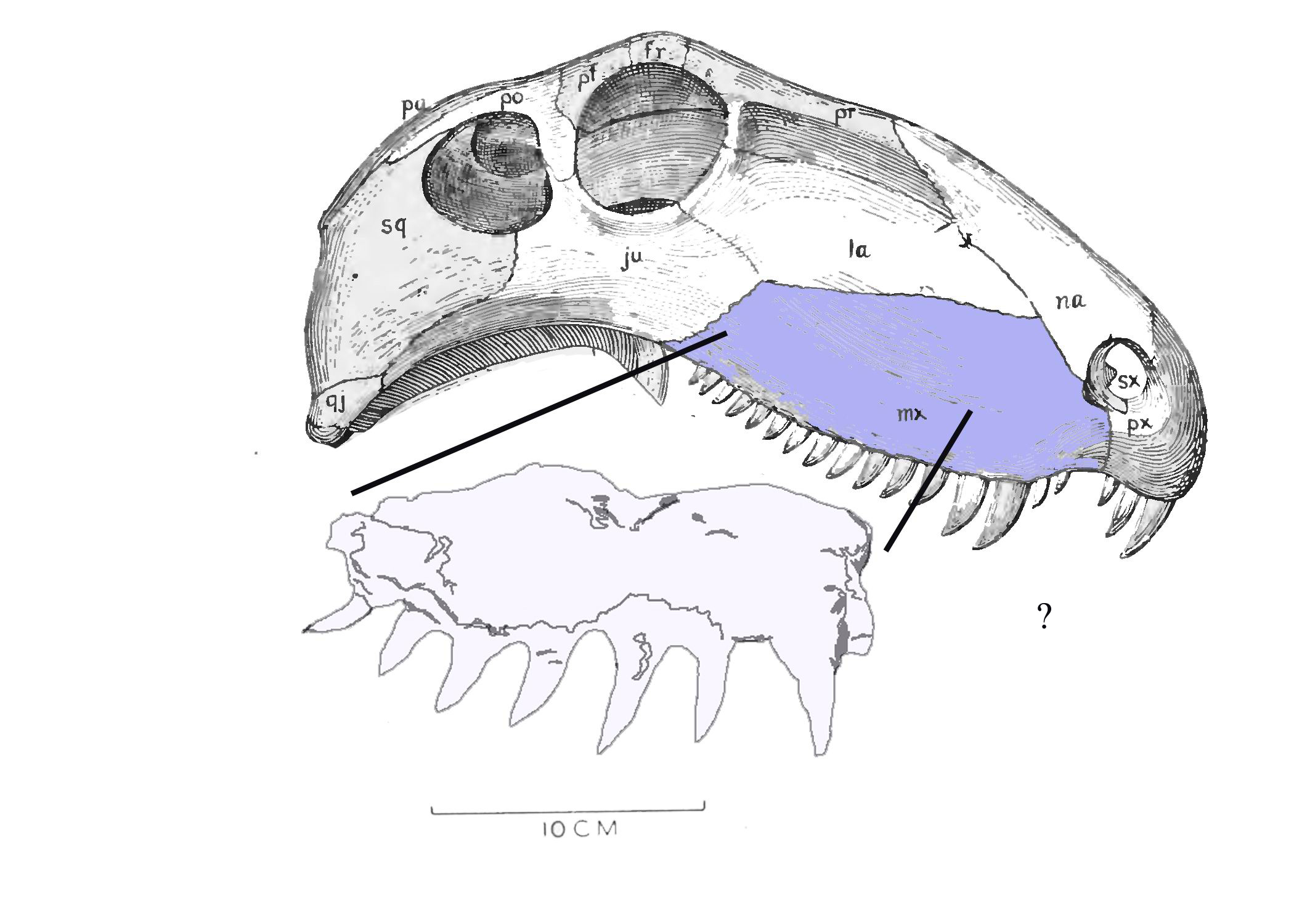
Illustrazione della mascella parziale (evidenziata in blu), che costituisce l'olotipo di Sphenacodon ferox

Nel 1937 Alfred Sherwood Romer descrisse una seconda specie dal Nuovo Messico, chiamato Sphenacodon ferocior ("feroce"), che era più grande e più robusto, con spine dorsali proporzionalmente più alte. Romer e Price (1940) fornirono una descrizioni dettagliata di entrambe le specie con adeguate ricostruzioni scheletriche.
Una terza specie, nota come Sphenacodon britannicus, è stata a volte citata nella letteratura scientifica. Nel 1908 il paleontologo tedesco von Huene descrisse Oxyodon britannicus, sulla base di parte di una mascella superiore ritrovata in Inghilterra, (il nome generico Oxyodon era già stato dato ad un pesce (Oxyodon descritto da Baur, 1906) e quindi non era valido). Il campione era stato in precedenza identificato come un possibile dinosauro del Triassico, ma von Huene ne ha riconosciuto un pelycosauro. Nel 1974 Paton ha trasferito la specie nel genere Sphenacodon, notando che sarebbe stato un animale delle dimensioni di Sphenacodon ferox. Tuttavia, gli studi più recenti, si sono chiesti se tale materiale fossile così limitato potrebbe effettivamente essere utilizzato per distinguere Dimetrodon e Sphenacodon/o il proprio genere. Pertanto, la specie "Oxyodon" britannicus (o Sphenacodon(?) britannicus) è oggi generalmente classificata come uno sphenacodontide di incertae sedis (di collocazione incerta).